# 燭銀斧魚
燭銀斧鱼（学名：Argyropelecus lychnus）为輻鰭魚綱巨口魚目褶胸鱼科的其中一種。分布於太平洋熱帶及亞熱帶海域，棲息深度200-700公尺，體長可達5.9公分，為深海魚類，會進行垂直性洄游，屬肉食性，以橈腳類及小魚等為食。

## 扩展阅读
維基物種上的相關：燭銀斧魚